# Anchamps
Anchamps est une commune française située dans le département des Ardennes, en région Grand Est.

## Géographie
Anchamps est un village situé sur la rive de Meuse opposée au quartier d'Orzy de Revin. La commune est desservie par le train TER reliant Givet à Charleville-Mézières à raison de 4 à 5 trains par jour.
| Revin | Revin       | Revin |
| Revin | Anchamps    | Revin |
|       | Les Mazures |       |

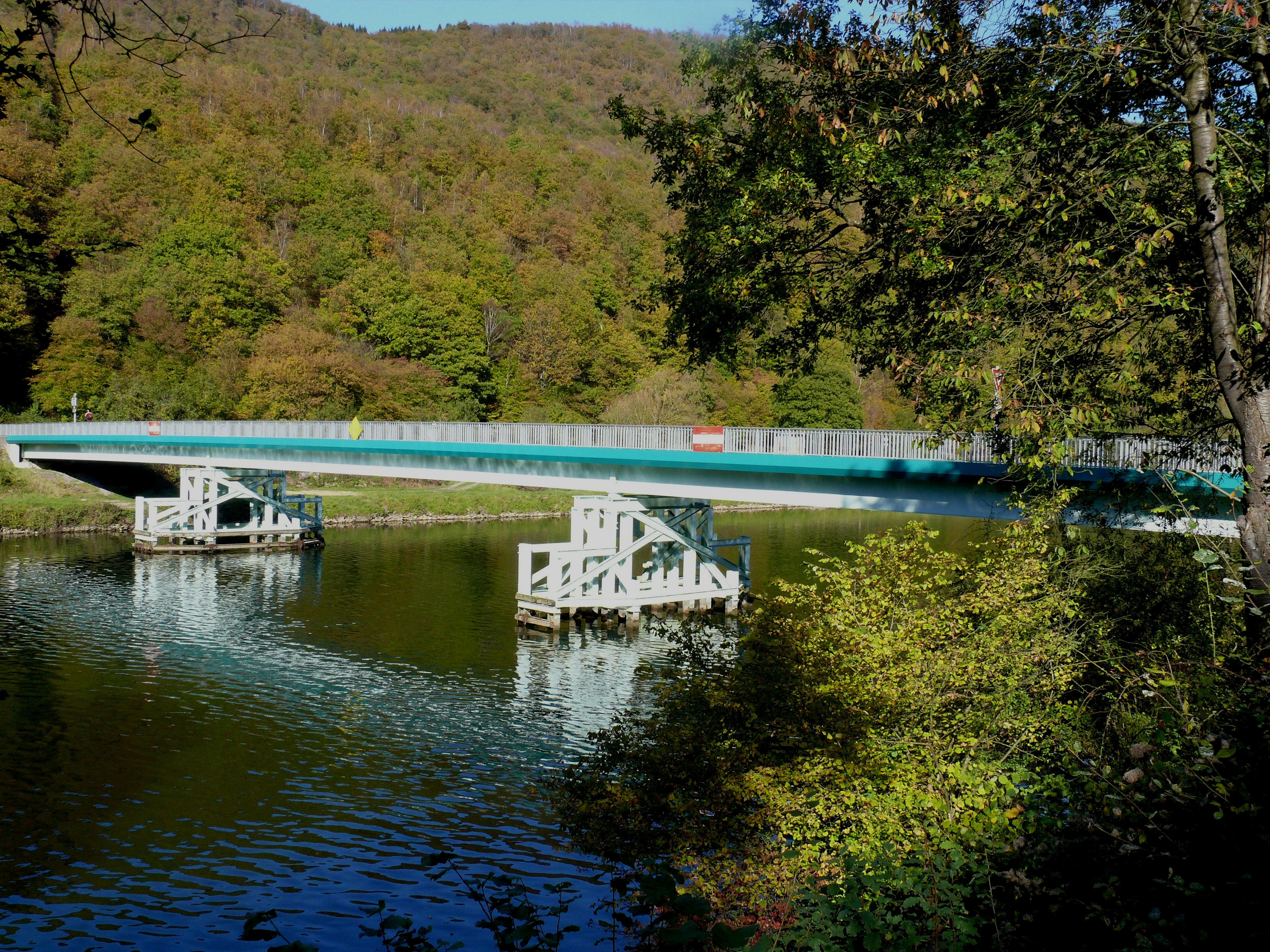
Pont routier sur la Meuse permettent d'accéder à Anchamps.
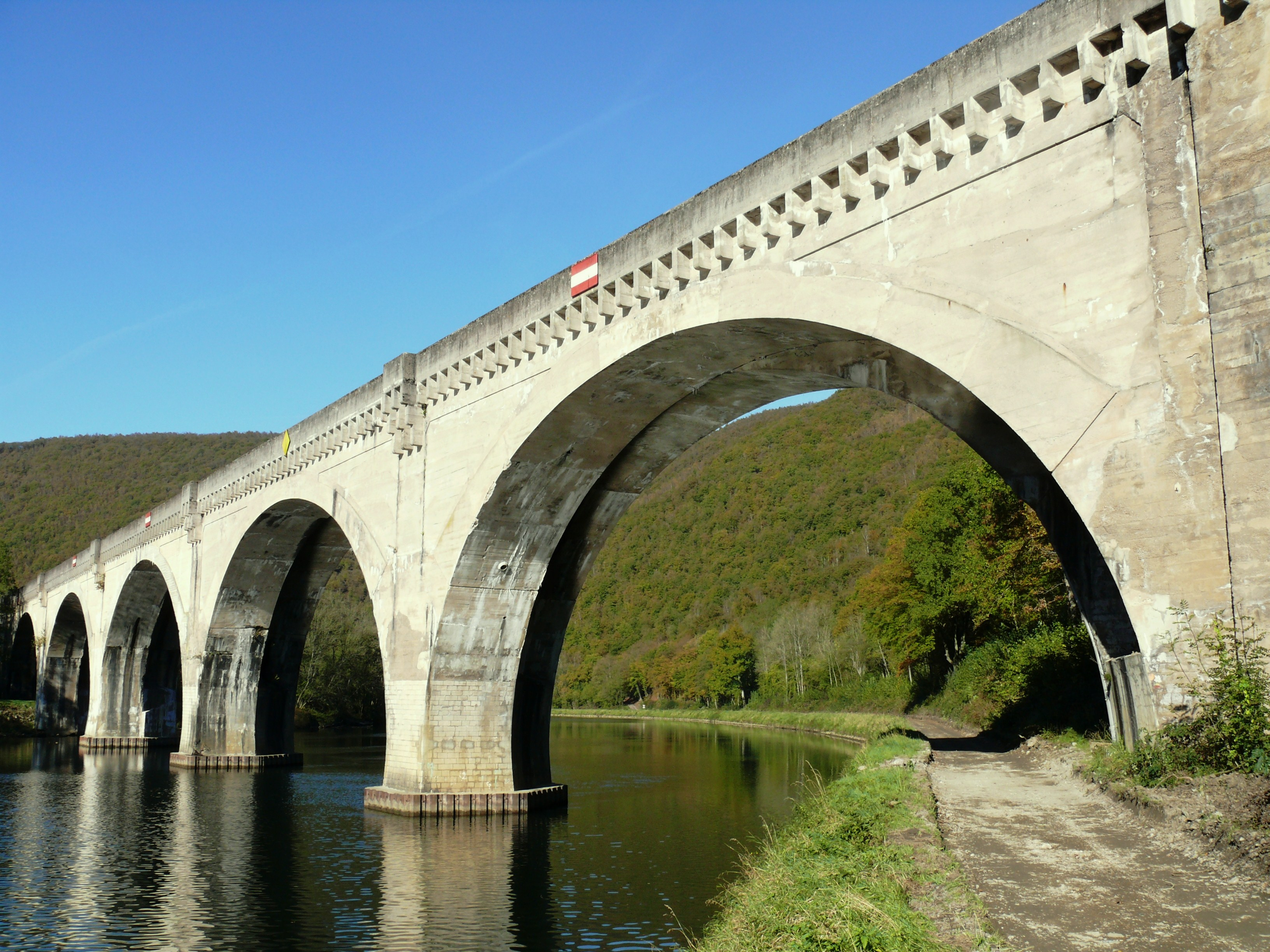
Viaduc ferroviaire sur la Meuse entre Anchamps et Laifour.

### Hydrographie
La commune est dans le bassin versant de la Meuse au sein du bassin Rhin-Meuse. Elle est drainée par la Meuse, le canal de l'Est Branche-Nord et le ru de la Pile,.
La Meuse, d'une longueur de 486 km, est un fleuve européen qui prend sa source en France, dans la commune du Châtelet-sur-Meuse, à 409 mètres d'altitude, et se jette dans la mer du Nord après un cours long d'approximativement 950 kilomètres traversant la France, la Belgique et les Pays-Bas. La commune est située dans une boucle de la Meuse qui constitue, sur une longueur d'environ 3,2 km, la limite séparative de la commune avec la commune de Revin.
Le canal de l'Est Branche-Nord, d'une longueur de 141 km, est un chenal et un cours d'eau naturel navigable qui relie Givet à Troussey, où il rejoint le canal de la Marne au Rhin. Il se superpose, dans la commune, à la Meuse.

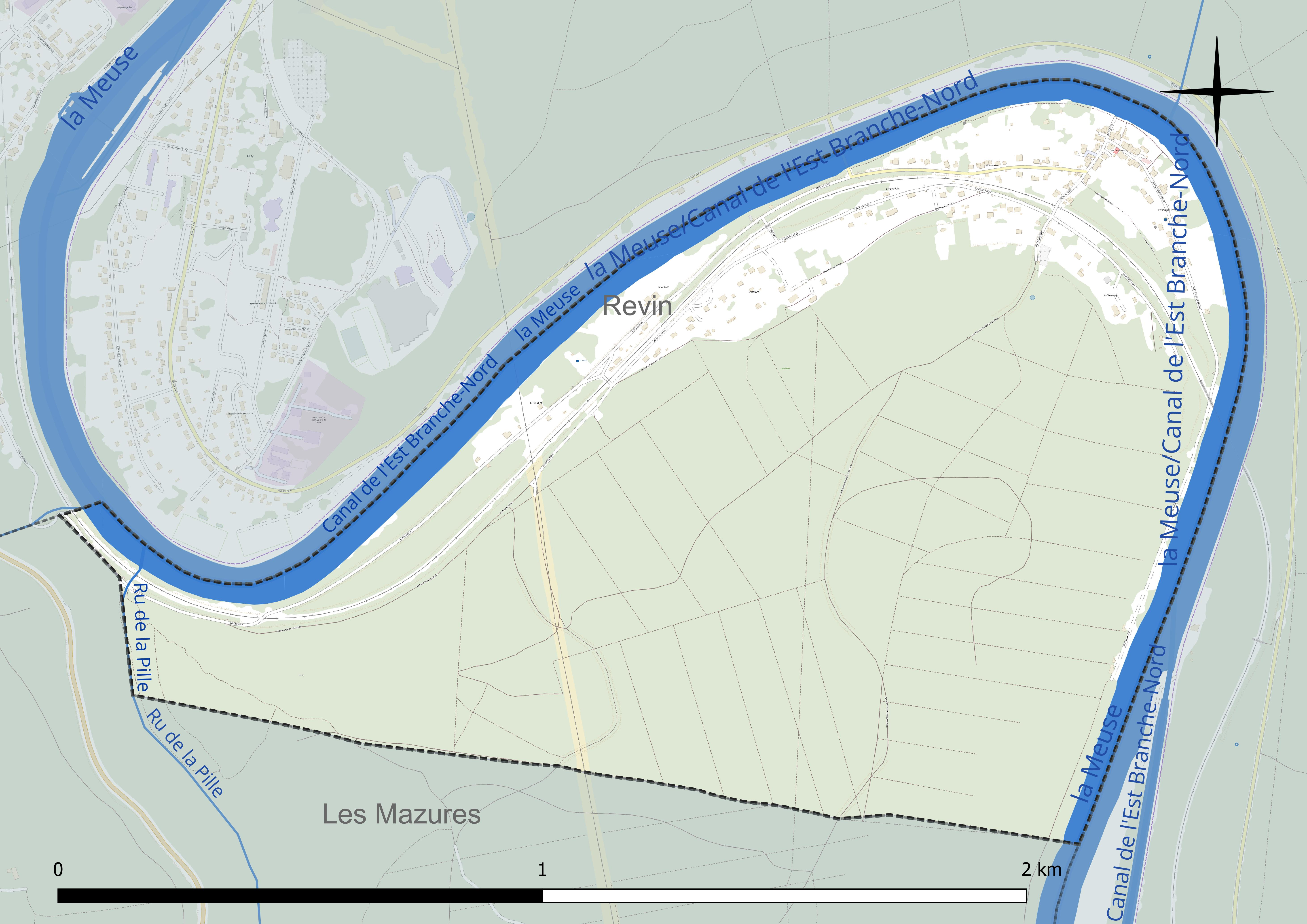
Réseaux hydrographique d'Anchamps.

### Climat
Pour des articles plus généraux, voir Climat du Grand Est et Climat des Ardennes.
En 2010, le climat de la commune est de type climat de montagne, selon une étude du Centre national de la recherche scientifique s'appuyant sur une série de données couvrant la période 1971-2000. En 2020, Météo-France publie une typologie des climats de la France métropolitaine dans laquelle la commune est exposée à un climat océanique altéré et est dans la région climatique Lorraine, plateau de Langres, Morvan, caractérisée par un hiver rude (1,5 °C), des vents modérés et des brouillards fréquents en automne et hiver.
Pour la période 1971-2000, la température annuelle moyenne est de 9,6 °C, avec une amplitude thermique annuelle de 15,5 °C. Le cumul annuel moyen de précipitations est de 1 076 mm, avec 14,2 jours de précipitations en janvier et 10 jours en juillet. Pour la période 1991-2020, la température moyenne annuelle observée sur la station météorologique de Météo-France la plus proche, « Rocroi », sur la commune de Rocroi à 11 km à vol d'oiseau, est de 9,5 °C et le cumul annuel moyen de précipitations est de 1 210,4 mm. 
La température maximale relevée sur cette station est de 37,6 °C, atteinte le 25 juillet 2019 ; la température minimale est de −14,7 °C, atteinte le 4 février 2012,,.
Les paramètres climatiques de la commune ont été estimés pour le milieu du siècle (2041-2070) selon différents scénarios d'émission de gaz à effet de serre à partir des nouvelles projections climatiques de référence DRIAS-2020. Ils sont consultables sur un site dédié publié par Météo-France en novembre 2022.

## Urbanisme

### Typologie
Au 1er janvier 2024, Anchamps est catégorisée commune rurale à habitat dispersé, selon la nouvelle grille communale de densité à 7 niveaux définie par l'Insee en 2022.
Elle est située hors unité urbaine. Par ailleurs la commune fait partie de l'aire d'attraction de Charleville-Mézières, dont elle est une commune de la couronne,. Cette aire, qui regroupe 132 communes, est catégorisée dans les aires de 50 000 à moins de 200 000 habitants,.

### Occupation des sols
L'occupation des sols de la commune, telle qu'elle ressort de la base de données européenne d’occupation biophysique des sols Corine Land Cover (CLC), est marquée par l'importance des forêts et milieux semi-naturels (73,8 % en 2018), une proportion identique à celle de 1990 (73,8 %). La répartition détaillée en 2018 est la suivante : 
forêts (73,8 %), zones urbanisées (16,1 %), eaux continentales (10,1 %). L'évolution de l’occupation des sols de la commune et de ses infrastructures peut être observée sur les différentes représentations cartographiques du territoire : la carte de Cassini (XVIIIe siècle), la carte d'état-major (1820-1866) et les cartes ou photos aériennes de l'IGN pour la période actuelle (1950 à aujourd'hui).

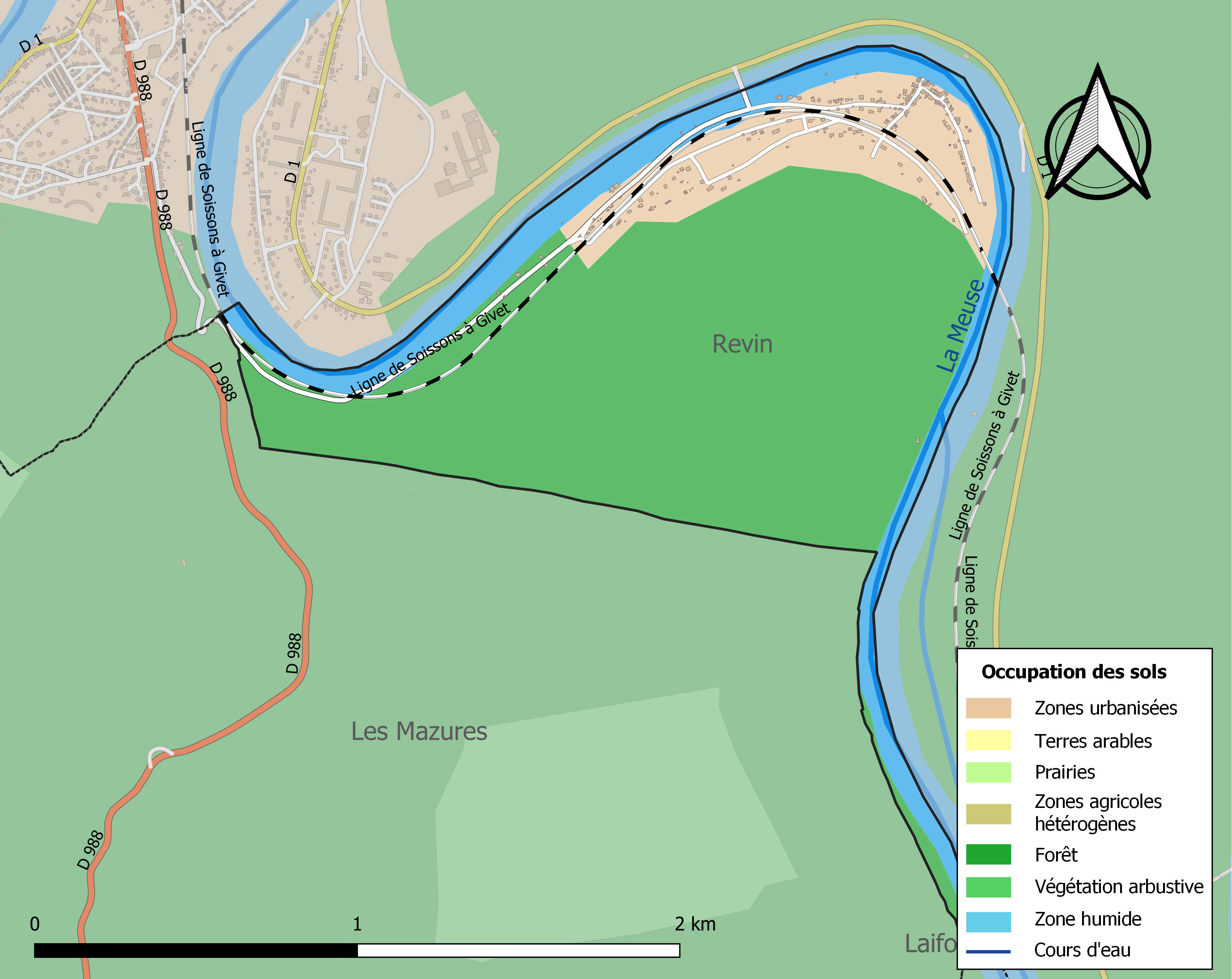
Carte des infrastructures et de l'occupation des sols de la commune en 2018 (CLC).

## Toponymie
- Angehan (1400), Engehan (1459), Auchamp (1793), Amchamps (1801).
- D'après Jean-Baptiste Lépine, Anchamps s'écrivait autrefois Enjean, Enchamp.
- Il dérive probablement de anacum, an « rivière », et -acum « domaine », donnant la « domaine proche de la rivière ».

## Histoire
En 1331, on trouve Baudry de Lonny, seigneur d'Angehan sur Muese et Alis de Juvincourt, sa femme, qui reconnaissent comme vicomtes les franchises d'Hermonville. Baudry de Lonny a pour successeurs Baudon de Lonny et Guyot de Cheppes (Cheppes, commune de Contreuve). Baudon eut pour successeur Colard de Lonny.
En 1509, le village ne comptait que 12 feux ; en 1728, 18, en 1846, 59 feux ou 235 habitants.
L'origine de ce village est inconnue, il est aussi ancien que le village de Deville dont il a longtemps dépendu et qui dépendait lui-même de la baronnerie de Montcornet.
Les habitants d'Anchamps, comme toutes les communes de la baronnerie de Montcornet devaient payer annuellement des droits seigneuriaux, cela s'élevait à deux poules par chaque bourgeois ; 18 deniers de droit de bourgeoisie, un droit sur les cours d'eau de la pile (ou était situé le moulin de la pile) de 3 livres 5 sols ; 2 sols parisis et 6 anguilles pour la pêche de la Meuse ; 2 sols 6 deniers par fauchée de pré, et neuf deniers de l'arpent de prise.
À la suite d'une charte du 3 août et du 27 juillet 1546, Charles de Croï a accordé aux habitants de ce village, de Deville, de Laifour, de Secheval et des Mazures, une étendue de bois appelés Wèbes.
La seigneurie d'Anchamps a été vendue à César Bernier en 1578, et a été réunie au comté de Lonny en 1663 avec tous les droits seigneuriaux attachés.
Lors de la vente du marquisat et l'acquisition qu'en fit le duc de Meillaraie en 1674, les droits accordés aux habitants par Charles de Croï leur ont été conservés intacts, et cet acquéreur leur a même assuré pour toujours, par acte du 22 septembre 1679, à la charge de lui payer annuellement 15 sols par arpent essarté, en outre du terrage.
Le dernier seigneur de cet endroit était Louis-Marie-Charles, vicomte de Salse, chevalier, il était aussi seigneur de Laifour...

## Politique et administration
| Période                                  | Période       | Identité            | Étiquette | Qualité                                                  |
| ---------------------------------------- | ------------- | ------------------- | --------- | -------------------------------------------------------- |
|                                          | 1876          | Latour              |           |                                                          |
| 1877                                     |               | Sieur               |           |                                                          |
| avant 1988                               | juin 2007     | Jean Gugole         |           |                                                          |
| juin 2007                                | novembre 2007 | Valérie Gugole      |           |                                                          |
| novembre 2007                            | février 2018  | Michel Philippe     |           |                                                          |
| février 2018                             | juin 2020     | Richard Christment, |           |                                                          |
| juin 2020                                | mai 2020      | Richard Chrisment   |           | Retraité des artisans, commerçants et chefs d'entreprise |
| mai 2020                                 | en cours      | Michel Colcy        |           | Cadre de la fonction publique                            |
| Les données manquantes sont à compléter. |               |                     |           |                                                          |

Richard Christment succède à Michel Philippe, à la suite de la démission de celui-ci au début de 2018. Il en était le premier adjoint. En mars 2020, les onze conseillers municipaux sont élus au premier tout, mais à la suite de la crise sanitaire, Michel Colcy devient maire en juin. Richard Christment reste premier adjoint.
Anchamps a adhéré à la charte du parc naturel régional des Ardennes, à sa création en décembre 2011.

## Transport
La ville est desservie par la D 1 et la gare d'Anchamps de la ligne Charleville/Givet.

## Démographie
L'évolution du nombre d'habitants est connue à travers les recensements de la population effectués dans la commune depuis 1793. Pour les communes de moins de 10 000 habitants, une enquête de recensement portant sur toute la population est réalisée tous les cinq ans, les populations de référence des années intermédiaires étant quant à elles estimées par interpolation ou extrapolation. Pour la commune, le premier recensement exhaustif entrant dans le cadre du nouveau dispositif a été réalisé en 2006.

En 2022, la commune comptait 215 habitants, en évolution de −2,27 % par rapport à 2016 (Ardennes : −2,97 %, France hors Mayotte : +2,11 %).
| 1793 | 1800 | 1806 | 1821 | 1831 | 1836 | 1841 | 1846 | 1851 |
| ---- | ---- | ---- | ---- | ---- | ---- | ---- | ---- | ---- |
| 112  | 115  | 114  | 161  | 171  | 190  | 221  | 235  | 252  |

| 1866 | 1872 | 1876 | 1881 | 1886 | 1891 | 1896 | 1901 | 1906 |
| ---- | ---- | ---- | ---- | ---- | ---- | ---- | ---- | ---- |
| 243  | 218  | 220  | 225  | 193  | 203  | 211  | 207  | 209  |

| 1911 | 1921 | 1926 | 1931 | 1936 | 1946 | 1954 | 1962 | 1968 |
| ---- | ---- | ---- | ---- | ---- | ---- | ---- | ---- | ---- |
| 199  | 197  | 190  | 206  | 191  | 145  | 178  | 174  | 182  |

| 1975 | 1982 | 1990 | 1999 | 2006 | 2011 | 2016 | 2021 | 2022 |
| ---- | ---- | ---- | ---- | ---- | ---- | ---- | ---- | ---- |
| 177  | 199  | 204  | 192  | 222  | 230  | 220  | 213  | 215  |

## Culture locale et patrimoine

### Lieux et monuments
- Église Saint-Pierre, date de 1766.
- Site de la Pierre Roland : Ce sont deux blocs de diorite. Le premier, appelé spécifiquement la Pierre Roland, est debout et en forme de pyramide irrégulière tant plus spécialement. Il est haut de 1,4 m, hors-sol, probablement enterré de 50 cm, avec ses 4 arêtes dirigées sur les levers et couchers remarquables. L'autre est couché à 10 m vers le nord-ouest. Dimensions : 1,77 x 0,67 x 0,37. Ces pierres auraient été lancées par Satan depuis les trois rochers appelés Dames de Meuse, sur le célèbre neveu de Charlemagne, Roland, pour le contraindre à reculer. Un des trois projectiles aurait roulé dans la Meuse, les deux autres se plantant au pied du héros.

### Héraldique
| Blason de Anchamps | Blason  | Tiercé en pairle : au 1er d'or à une hure de sanglier de sable allumée du champ, au 2e de gueules à un rocher pyramidal [La Pierre Roland] isolé d'or, au 3e de sinople à une meule de moulin d'or ; à la burelle ondée d'argent brochante en pointe. |
| Blason de Anchamps | Détails | Le statut officiel du blason reste à déterminer. |